# Wilczeniec Bogucki
Wilczeniec Bogucki – wieś w Polsce, położona w województwie kujawsko-pomorskim, w powiecie włocławskim, w gminie Fabianki.
| SIMC    | Nazwa     | Rodzaj    |
| ------- | --------- | --------- |
| 1033993 | Karczemka | część wsi |

W latach 1975–1998 miejscowość administracyjnie należała do województwa włocławskiego. Według Narodowego Spisu Powszechnego (III 2011 r.) liczyła 86 mieszkańców. Jest siedemnastą co do wielkości miejscowością gminy Fabianki.